# 何凱成
何凱成（英語：Kai-Cheng Ho，1987年1月23日—），球學（Choxue）創辦人暨執行長。
何凱成於2020年被國際青年商會選為2020中華民國十大傑出青年。

## 早年
何凱成出生於台灣，13歲時父親病逝，母親因思覺失調症入院，何凱成及姊姊被美國的姑姑、姑丈收養至美國喬治亞州。何凱成因著在喬治亞高中美式足球隊出色的表現，獲得獎學金進入哈佛大學就讀。

## 大學生涯
何凱成在參與哈佛美式足球校隊期間，被榮譽提名為長春藤聯盟第二隊，大學生涯紀錄1253碼，12個達陣得分，並於2008年和2009年贏得長春藤聯盟冠軍。2010年畢業，獲得哈佛經濟學士學位，輔修心理學系。

## 職場生涯
2010年至2012年，先後任職於美國國家美式足球聯盟（NFL）紐約總部與北京辦公室，2012年回到台灣，2013年創辦球學公司，希望可以「讓運動成為教育的一環」。

## 書籍
- 《球學：哈佛跑鋒何凱成翻轉教育》（2019年、天下文化出版）ISBN 9789864797554